# Glen Rice (1991)
Glen Anthony Rice jr. (Miami, 1º gennaio 1991) è un cestista statunitense.
È il figlio di Glen Rice, giocatore dei Miami Heat degli anni 1990.

## Palmarès

### Squadra
- Coppa di Israele: 1

Hapoel Holon: 2017-18
- Campione NBA D-League (2013)

### Individuale
- All-NBDL All-Rookie Second Team (2013)
- MVP Coppa di Israele: 1

Hapoel Holon: 2017-18